# 171 î.Hr.

## Nașteri
- dată necunoscută: Pseudo-Scymnus geograf grec antic (d. 3 î.Hr.)